# パニック値
パニック値（パニックち、英語: panic values、critical values、critical results、alert values）
とは、ただちに医師の評価を必要とする臨床検査結果の重大な異常を意味し、検査室から診療部門に電話等による直接の報告が行われる。
同義語には、緊急値、緊急異常値、緊急報告異常値、クリティカルバリュー、などがある。

## 概念
パニック値とは、狭義には、「直ちに治療を開始しなければ生命に危険をおよぼす」ので医師に緊急連絡が必要な臨床検査結果の異常値をさすが、広義には、異常な検査結果で検査室からの緊急連絡が必要なもの全般をさす。
臨床検査の結果は、通常、検査報告書として紙または電子データで検査室から医師に報告されるが、報告書の完成から医師が報告書を参照するまでの間にはさまざまなタイムラグがありえるため、異常な結果に対する医師の対応が遅れて患者の重症化や死亡・後遺症の発生につながる可能性がある。また、ヒューマンエラーで医師が異常な検査結果を見落とすことも完全には防ぐことができない。したがって、パニック値については、検査室から医師ないし医療スタッフに直接の電話報告等、より迅速確実に伝達される報告手段が通常の報告書と併用される。

### パニック値の項目と判断基準
具体的なパニック値を設定する検査項目やパニック値と判断する結果範囲は標準化されておらず、施設や診療科ごとに実情にあわせて設定するのが一般的である。
また、運用にあたっては、個別の患者の状況により、異なる判断基準が用いられる場合もある。例としては、入院と外来、年齢、前回値、などがあげられる。

#### 差し迫った生命の危険
パニック値の概念を初めて提唱した米国のランドバーグは、パニック値は「直ちに治療を開始せずに放置すれば生命に危険をおよぼすほどの異常値」で「検査以外に知る方法がない」ものに限定するとした。言い換えれば、パニック値は、直ちに救命のための治療を開始すべき臨床判断値（治療閾値）と考えられる。代表的なものとしては、血液中のカリウムの著しい高値（高カリウム血症）があげられる。高カリウム血症を検査なしに自覚症状や身体診察から診断することは困難であるが、高度の高カリウム血症は致死性不整脈を引き起こし死にいたる。

#### 対処の遅れがもたらすリスク
ただちに生命に危険をおよぼすほどでなくとも、対処の遅れや見落としが重大な不具合をもたらす検査結果については、パニック値に準じて扱われることが多い。
各施設で運用されているパニック値（パニック値の設定例の項参照）にはこの範疇に含まれるものも多数ある。
見落としのリスクの重大性
それ自体は直ちに生命に危険をおよぼすものでなくても、万一、見落とされた場合は長期的に死亡など重大なリスクが考えられる場合は、
パニック値に準じて扱われることがある。
たとえば、LD（LDH） の著高値は、それ自体は生命に危険をおよぼすものではないが、血液系の悪性腫瘍等、重大な疾患の存在を示唆する。
その他、超音波検査で偶然発見された悪性腫瘍などもこの範疇に含まれる。
感染管理
医療施設では、感染管理上、すべての患者に対し標準予防策がとられるが、病原体によっては、標準予防策に追加して感染経路別予防策をとる必要がある。
たとえば、喀痰から顕微鏡検査で結核菌の可能性がある抗酸菌が検出された場合、感染予防のために隔離などの対策をとる必要があるため、
パニック値に準じて緊急報告されるのが通常である。

### パニック値の運用される検査分野
パニック値は、血液を材料とする臨床検査（血液検査）で運用されることが多いが、血液検査に限定されるものではなく、
穿刺液検査、
微生物学的検査、
生理検査
、超音波検査などにおいても設定されることがある。

### パニック値の設定例
パニック値の設定は文献や施設により異なるが
、一例をあげる。
| 検査項目名                | 結果値                                  | 予想される病態・症状等の例                                     |
| 血液生化学検査            | 血液生化学検査                          | 血液生化学検査                                                 |
| ------------------------- | --------------------------------------- | -------------------------------------------------------------- |
| グルコース                | ≦ 50 mg/dL                              | 重篤な低血糖：脳障害のリスク                                   |
| グルコース                | ≧ 350 mg/dL（外来） ≧ 500 mg/dL（入院） | 重度の糖尿病：糖尿病性昏睡のリスク                             |
| ナトリウム（Na）          | ≦ 115 mmol/L                            | 重篤な低ナトリウム血症：意識障害、痙攣、など                   |
| ナトリウム（Na）          | ≧ 165 mmol/L                            | 重篤な高ナトリウム血症（高度の脱水など）：意識障害、痙攣、など |
| カリウム（K）             | ≦ 1.5 mmol/L                            | 重篤な低カリウム血症：筋力低下・麻痺、不整脈・心停止           |
| カリウム（K）             | ≧ 7.0 mmol/L                            | 重篤な高カリウム血症：不整脈・心停止、筋力低下・麻痺           |
| クロール（Cl）            | ≧ 120 mmol/L                            | 重篤な高クロール血症（ 代謝性アシドーシスなど）                |
| カルシウム（Ca）          | ≦ 6.0 mg/dL                             | 重篤な低カルシウム血症：テタニー、痙攣                         |
| カルシウム（Ca）          | ≧ 12.0 mg/dL                            | 重篤な高カルシウム血症：意識障害                               |
| 尿素窒素（UN）            | ≧ 80 mg/dL                              | 重度の腎不全、尿毒症のリスク                                   |
| 総ビリルビン              | ≧ 20 mg/dL（新生児）                    | 早産児ビリルビン脳症（早産児核黄疸） のリスク                  |
| 総蛋白                    | ≦ 4.0 g/dL                              | ネフローゼ症候群など                                           |
| 総蛋白                    | ≧ 10.0 g/dL                             | 多発性骨髄腫など                                               |
| アルブミン                | ≦ 2.0 g/dL                              | ネフローゼ症候群、肝不全、悪液質など                           |
| アルブミン                | ≧ 6.0 g/dL                              | 高度の脱水                                                     |
| 尿酸                      | ≦ 1.0 mg/dL                             | 腎性低尿酸血症など                                             |
| 尿酸                      | ≧ 10.0 mg/dL                            | 高度の高尿酸血症：痛風・腎障害のリスク                         |
| AST                       | ≧ 300 U/L                               | 肝炎など                                                       |
| ALT                       | ≧ 300 U/L                               | 肝炎など                                                       |
| LD（LDH）                 | ≧ 1,000 U/L                             | 急性肝炎、急性心筋梗塞、急性白血病、悪性リンパ腫など           |
| アミラーゼ                | ≧ 1,000 U/L                             | 急性膵炎、慢性膵炎、など                                       |
| クレアチニン（Cr）        | 急性：≧ 3.0 mg/dL 慢性：≧ 8.0 mg/dL     | 急性：急性腎不全 慢性：慢性腎不全                              |
| クレアチンキナーゼ（CK）  | ≧ 5,000 U/L                             | 急性心筋梗塞、横紋筋融解症、など                               |
| コリンエステラーゼ（ChE） | ≦ 20 U/L                                | 有機リン中毒 など                                              |
| 乳酸                      | ≧ 5.0 mmol/L                            | 末梢循環不全、乳酸アシドーシス、など                           |
| 浸透圧（血清）            | ≦ 255 mOsm/kg H2O                       | 重篤な低ナトリウム血症                                         |
| 浸透圧（血清）            | ≧ 330 mOsm/kg H2O                       | 脱水、糖尿病性昏睡、など                                       |
| 動脈血液ガス              |                                         |                                                                |
| pH                        | ≦ 7.20                                  | 重篤なアシドーシス                                             |
| pH                        | ≧ 7.60                                  | 重篤なアルカローシス                                           |
| PaCO2                     | ≦ 20 Torr                               | 過換気（ 代謝性アシドーシスなど）                              |
| PaCO2                     | ≧ 70 Torr                               | 低換気                                                         |
| PaO2                      | ≦ 40 Torr                               | 重篤な低酸素血症                                               |
| BE                        | ≦ - 10 mmol/L                           | 重篤な代謝性アシドーシス                                       |
| BE                        | ≧ 10 mmol/L                             | 重篤な代謝性アルカローシス                                     |
| HCO3                      | ≦ － 14 mmol/L                          | 重篤な代謝性アシドーシス                                       |
| HCO3                      | ≧ 40 mmol/L                             | 重篤な代謝性アルカローシス                                     |
| 血算                      |                                         |                                                                |
| 白血球数（WBC）           | ≦ 1,500 /μL                             | 感染症のリスク                                                 |
| 白血球数（WBC）           | ≧ 2 万 /μL または芽球の出現             | 白血病、重篤な感染症、など                                     |
| ヘモグロビン（Hb）        | ≦ 5 g/dL                                | 高度の貧血：末梢循環不全のリスク                               |
| ヘモグロビン（Hb）        | ≧ 20 g/dL                               | 真性多血症：血栓症のリスク                                     |
| 血小板数（Plt）           | ≦ 3 万 /μL                              | 出血のリスク                                                   |
| 血小板数（Plt）           | ≧ 100 万 /μL                            | 血栓症のリスク                                                 |
| 凝固・血栓検査            |                                         |                                                                |
| プロトロンビン時間（INR） | ≧ 2.0（ワルファリン治療時は 4.0）       | 出血のリスク                                                   |
| フィブリノゲン            | ≦ 100 mg/dL                             | 出血のリスク                                                   |
| フィブリノゲン            | ≧ 700 mg/dL                             | 血栓症のリスク                                                 |
| FDP                       | ≧ 20 μ g/mL（施設により 20～100）       | 血栓症、播種性血管内凝固症候群、など                           |
| 脳脊髄液                  |                                         |                                                                |
| 髄液グルコース            | ≦ 20 mg/dL                              | 細菌性髄膜炎など                                               |
| 髄液細胞数                | ≧ 200 /μL                               | 髄膜炎など                                                     |

## 法令・国際規格
日本の医療法施行規則第九条の八では、検体検査の受託にあたっては「病院又は診療所に緊急報告を行うこととする検査値の範囲」を記載した業務案内書を常備することが要求されている。また、衛生検査所指導要領では、異常データの医療機関への緊急報告状況があげられている。
米国では1988年のCLIA法（臨床検査室改善法：Clinical. Laboratory Improvement Amendments ）で重篤な結果の報告を要件に含めている。
臨床検査室の国際規格であるISO 15189においても重篤な結果の報告が規格に取り入れられている。

## 関連する用語
パニック値を意味する語は多数あり、日本語では、緊急値、緊急異常値、緊急報告異常値、クリティカルバリュー、等、英語では、critical values、critical results、alert values、等があげられるが、これらの整理の必要が指摘されている。

### クリティカルバリュー
クリティカルバリュー はパニック値の同義語である。
ランドバーグが使用したパニック値（panic value）という言葉は医療界で広く用いられているが、
医師は「パニック」を起こすべきでないという批判が当初からあり、重要な情報を明確に伝達するプロセスの名称として不適切と指摘されていた。
ランドバーグはクリティカルバリュー（緊急値、critical value）という表現も併用しており、英語での公式な表現としては、こちらがよく用いられる。
日本臨床検査医学会は、医療機関内部では「パニック値」を用いてもよいが、論文、記事、等の対外的な場では「クリティカルバリュー」、
ないし、「クリティカルバリュー（通称「パニック値」）」という表現を用いることを提言している。

### 警戒値
警戒値（警告値、報告異常値ともいう、alert value）は、通常、パニック値ほどの緊急性はないが警戒を要する（別途報告を要する）検査結果を意味する。
（英語では、緊急に処置が必要な狭義のパニック値をcritical-risk results、警戒値をcritical-risk resultsと表現することがある。）

### 極異常値
まれにしかみられない基準範囲から大きく外れた検査値（統計的には0.5から1.0 パーセンタイル以下ないし99.0から99.5 パーセンタイル以上）を極異常値（または、極端値）とよぶ。
極異常値の中には、ただちに医師の判断が必要な検査結果としてのパニック値も含まれるため、
「極異常値」をパニック値の同義語として用いることもある。しかし、高度の異常があっても直接的には生命に危険の及ばない項目や、重症度と結果の異常の程度が相関しない項目、検査工程の過誤に起因するものも含まれるため、極異常値は、必ずしも緊急治療の必要性を含意しない、統計的な概念と理解すべきである。

## 歴史
1972年にアメリカの医師、ランドバーグ（George D. Lundberg）が、パニック値を報告するシステムを構築し、パニック値の概念を報告した。
ランドバーグは、当時、ロサンゼルス郡立・南カリフォルニア大学（USC）メディカルセンターの臨床検査・病理検査部門の副部長であった。低血糖による昏睡患者の血液検査で血糖値の報告書が見落とされて治療が遅れたため死亡にいたった事例をきっかけに、彼は当時の病院の運用を見直し、重大な検査結果が直ちに患者の治療に反映されるよう、検査室が検査結果に責任をもつ医師または医療スタッフに、直接、かつ、緊急に報告する義務を負うものとした。
ランドバーグがパニック値の概念を発表してから、パニック値の運用は臨床検査部門に急速に広まった。
また、臨床検査の品質保証（精度管理）にかかわる団体（米国病理学会、CAP：College of American Pathologists）や、医療の質の保証にかかわる団体（医療施設認定合同機構、Joint Commission）
にもパニック値の概念が採用されて、
今日では標準的な患者安全システムの要素となっている。